# Kostel Panny Marie (Goldbach)
Kostel Panny Marie v Goldbachu (německy Marienkirche Goldbach), místní části saského velkého okresního města Bischofswerda, je evangelicko-luterský filiální kostel postavený v polovině 18. století v barokním slohu.

## Historie
Vesnice Goldbach je poprvé písemně zmíněna roku 1226. Předpokládá se, že již v této době stála v ulici Frankenstraße, důležité východo-západní spojce Budyšína a Drážďan, kaple zasvěcená Panně Marii. Na jižní straně měla kaple umístěn pozdně gotický portál, který měl připomínat míšeňského biskupa Mikuláše I. († 1392). Kaple byla v roce 1559 zbořena a nahrazena sálovým kostelem. Ve stejném roce byla v Goldbachu zavedena reformace a kostel se stal evangelickým. Nejpozději v této době se stal kostel filiálním a bohoslužby zajišťovali kněží z Bischofswerdy.
Současný kostel pochází z poloviny 18. století, pro přesnější dataci však chybí prameny. Roku 1778 byl kostel vysvěcen. V roce 1898 došlo k obnově věžních hodin a roku 1903 následovala renovace interiéru a montáž nových schodišť, roku 1909 byly instalovány vitráže. V průběhu první světové války byly zrekvírovány dva zvony a roku 1945 byly jejich náhrady zrekvírovány znovu. Kostel prošel celkovou rekonstrukcí v roce 1977 a následně znovu v roce 1995. V letech 2018–2019 prošla celkovou rekonstrukcí věž.
Kostel Panny Marie náleží k Evangelicko-luterské církevní obci Bischofswerdaer Land. Bohoslužby se konají podle aktuálního rozpisu. Stavba je chráněna jako nemovitá kulturní památka pod číslem 09276081.

## Popis
Jednolodní sálový kostel je orientovaný, postavený v barokním slohu. Půdorys je v základu obdélníkový, stavbu zakončuje tříosminové kněžiště. Je postavený z lomového kamene, který je omítnutý a opatřený malovanými pilastrovými pásy a kvádry. Západní věž stojí na čtvercovém půdorysu, který nese osmiboké zvonové patro a nad ním kupoli zakončenou lucernou. V jižní stěně je umístěn pozdně gotický portál, který pochází z předchozích staveb.
Interiér je plochostropý, kolem celé lodi je umístěna jednopatrová dřevěná galerie, na jejíž západní straně jsou na kůru umístěné varhany. V prostoru kněžiště, schodiště a sakristie se nachází vitrážová okna. V kněžišti je umístěn kazatelnový oltář z 18. století s kazatelnovým košem ve tvaru tulipánů. Křtitelnice ve tvaru kalicha je zhotovena ze žuly. Pozdně gotická dřevěná socha Madony pochází z doby kolem roku 1440. Je vysoká asi 99 cm a v rukou drží malého Ježíška hrajícího si s jablkem. Na konci 19. století byla socha umístěna do Budyšínského městského muzea, posléze ji nechal tehdejší goldbašský kantor zrestaurovat a v roce 1908 se vrátila do kostela. V roce 2000 byla plastika opět důkladně restaurována.

### Varhany
První známé varhany pocházely z roku 1601. V roce 1756 vytvořili varhanáři Zacharias a Johann Gottfried Hildebrandtovi druhé varhany ve stylu rokoka, které disponovaly manuálem, 18 rejstříky a mechanickým ovládáním. Roku 1883 bylo vyměněno 13 z 18 rejstříků, aby varhany získaly romantičtější zvuk.
Dochované varhany postavil v roce 1908 budyšínský varhanář Hermann Eule (opus 116). Z původního stroje převzal Eule pět barokních rejstříků, které se dochovaly po renovaci v roce 1883. Varhany mají celkem 18 rejstříků rozdělených do dvou manuálů a pedálu. Chod byl změněn na pneumatický a varhany dostaly dvě boční rozšíření a spojky. Nástroj prošel v roce 2008 celkovou rekonstrukcí, kterou provedla firma Hermann Eule.
| První manuál (C–f³) |                  |        |
| 1.                  | Principál        | 8'     |
| 2.                  | Kryt             | 8'     |
| 3.                  | Gamba            | 8'     |
| 4.                  | Flétna vzdálená  | 8'     |
| 5.                  | Oktáva           | 4'     |
| 6.                  | Flétna trubicová | 8'     |
| 7.                  | Kvinta           | 2 2/3' |
| 8.                  | Oktáva           | 2'     |
| 9.                  | Mixtura II-III   | 2'     |

| Druhý manuál (C–f³) |                    |    |
| 10.                 | Houslový principál | 8' |
| 11.                 | Kryt               | 8' |
| 12.                 | Violina            | 8' |
| 13.                 | Aerolina           | 8' |
| 14.                 | Vox coelestis      | 8' |
| 15.                 | Fugara             | 4' |

| Pedál (C–d¹) |              |     |
| 16.          | Subbass      | 16' |
| 17.          | Kryt bassový | 16' |
| 18.          | Oktávbass    | 8'  |

### Zvony
Ve zvonici věže se nacházejí čtyři zvony.
| # | Nápis                                 | Rok odlití | Zvonařství            | Průměr (mm) | Váha (kg) | Tón  |
| 1 | Salve Maria Gratia Mena Domino        | 1996       | A. Bachert            | 1169        | 945       | f'   |
| 2 | Ave Maria Gratiaplena roma P.M.       | 1897       | C. Albert Bierling    | 964         | 510       | g'   |
| 3 | –                                     | 1980       | Franz Schilling Söhne | 753         | 250       | b'   |
| 4 | 1 Malter Korn, 15 Gulden, 1 Lot Verra | 1996       | A. Bachert            | 782         | 336       | c' ' |

## Okolí kostela
Kostel obklopuje používaný hřbitov, jehož areál je součástí památkové ochrany. Klasicistní krypta z druhé poloviny 19. století slouží jako kůlna. Zeď na severní a východní straně hřbitova je postavena z omítnutého lomového kamene, dva vstupní pilíře doplněné přepážkovými deskami jsou pískovcové. Hrobka rodiny Casparových byla zhotovena po roce 1882 z pískovce. Areál doplňuje památník obětem první světové války.